# Streptococcus ferus
Espèce
Streptoccocus ferus est une espèce de bactéries du genre Streptococcus et de la famille des Streptococcaceae, appartenant au groupe des streptocoques oraux.

## Morphologie et caractères culturaux
Il s'agit d'un coccobacille à Gram positif, lancéolé, exigeant et anaérobie facultatif. Il est non sporulant et catalase négatif, non motile, avec un diamètre de 0,5 μm. On les trouve isolés, en paires ou en chaînes courtes. Cette espèce fait partie des streptocoques oraux partiellement hémolytiques, anciennement dits streptocoques viridans car en culture sur des géloses au sang de mouton ils font virer l'hémoglobine au verdâtre.

## Écologie
S. ferus a été isolé à l'origine dans la cavité buccale des rats sauvages vivant dans des champs de canne à sucre et ayant un régime alimentaire riche en saccharose. L'épithète spécifique ferus , signifiant « sauvage », fait référence à l'association de ces bactéries avec ces animaux.  Plus récemment, la souche a été également isolée des cavités nasales et orales des porcs. L'espèce n'a été identifiée chez aucun autre organisme hôte.

## Pathogénicité
S. ferus est commensal des rats et des porcs chez lesquels il peut engendrer un risque de caries dentaires mais à un degré moindre que d'autres streptocoques. Il n'a pas été rapporté d'effets pathogènes chez l'homme du fait de S. ferus.